# Styloctenium wallacei
Styloctenium wallacei es una especie de murciélago de la familia Pteropodidae.

## Distribución geográfica
Es endémica de Sulawesi.